# Острова Басс (Французская Полинезия)
Острова Басс[уточнить] (фр. Îles (de) Bass или Îlots (de) Bass) включают два главных острова — Рапа-Ити и Маротири — и несколько мелких. Острова Басс, лежащие недалеко от тропиков, являются самыми южными островами Французской Полинезии.
Геологически, острова отличаются от остальных Южных островов тем, что их вулканы поднялись над морем значительно позднее.
Острова Басс были колонизированы примерно в одно время с Таити и Маркизскими островами, а культура и язык (рапаский) обособились примерно в то же время. Также вероятно, что они развивались в относительной изоляции со времён первого поселения.
Рапа, иногда называемый Рапа-Ити (в переводе «маленький Рапа», тогда как Рапа-Нуи — «большой Рапа»), — крупнейший и единственный обитаемый остров в архипелаге. Старое название острова — Опаро. Его площадь составляет 38,5 км2, население 530 чел., максимальная абсолютная высота 650 метров.
Маротири — это группа из четырёх необитаемых скал, выступающих из моря. Маротири также известны как Скалы Басса (Îlots de Bass). Название дано в честь европейского исследователя Джорджа Басса. Маротири очень изолированы; они расположены в 1167 километрах к западо-юго-западу от острова Питкэрн. Ближайший остров Рапа-Ити находится на 75 км северо-западнее и отделён от Маротири океаном глубиной более 1500 метров. Скалы принадлежат муниципалитету Рапа и непригодны для жизни людей.